# Deutscher Theaterverlag
Der Deutsche Theaterverlag GmbH ist ein in Weinheim ansässiger Verlag, der vorwiegend Jugend- und Amateurbühnen bedient. Der Unternehmenssitz befindet sich in Weinheim.

## Geschichte
Das Unternehmen wurde 1891 von Arwed Strauch unter dem Namen Arwed Strauch Verlag  in Leipzig gegründet. Damit zählt es zu den ältesten, heute noch existierenden Theaterverlagen in Deutschland. Die Gesellschaft war ein Buch-, Zeitschriften- und Musikalienverlag, ein Bühnenvertrieb und eine Buchgemeinschaft. Ausgehend von der deutschen Wandervogelbewegung und der Reformpädagogik lagen die Schwerpunkte von Arwed Strauch in der Veröffentlichung von Theaterstücken für die Jugend, sowohl im Vereinsleben als auch im kirchlichen und schulischen Bereich.
Der Verlag konnte seine Existenz durch den Zweiten Weltkrieg hindurch retten, übersiedelte Ende der 1940er Jahre nach Rotenburg an der Fulda und nannte sich Deutscher Laienspielverlag. Geschäftsführer dieses Verlags war Walter Huhn. Dem bisherigen verlegerischen Schwerpunkt blieb der Verlag mit seinem Angebot an Kinder- und Jugendtheater, speziell für den kirchlichen und schulischen Raum, treu. 1952 erfolgte der Umzug nach Weinheim an der Bergstraße. 1969 erfolgte die Umfirmierung in Deutscher Theaterverlag. Arbeitsblätter oder -bücher für Kindergärten, Grund- und Hauptschulen und zur Kulturarbeit sowie eine Zeitschrift zur Theater- und Medienkunde für Jugendliche ergänzten das Theaterspielprogramm, das auch Schatten-, Handpuppen- und Marionettentheater einschloss. Seit den 1970er Jahren vertritt der Deutsche Theaterverlag außerdem die Rechte weiterer namhafter Bühnenverlage gegenüber den Schul- und Amateurtheatern. Die einstmals kirchliche Orientierung des Verlags spielt heute keine Rolle mehr. Alleinige Geschäftsführerin ist seit 1999 Gabriele Barth.

## Profil
Mit mehreren tausend Titeln bietet der Deutsche Theaterverlag ein vielfältiges Spektrum an Stücken für sämtliche Altersgruppen und unterschiedlichste Theatermilieus. Er gibt die Zeitschrift für ein Theater von und mit Jugendlichen Spiel und Theater heraus und publiziert Fachbücher zur Theorie und Praxis des zeitgenössischen Schul- und Amateurtheaters. Dabei sind die Grenzen zwischen den professionellen Theatermachern, den Schulen und den Amateuren vor allem dank der zwischen ihnen vermittelnden Theaterpädagogik seit einigen Jahren durchlässig geworden. Dem breiten Spektrum der Schul-, Jugend- und Amateurtheaterszene sowie der Theaterpädagogik möchte der Deutsche Theaterverlag auch künftig eine Verlagsheimat bieten.